# ۱۳۳۵ (میلادی)
۱۳۳۵ (میلادی) هزار و سیصد و سی و پنجمین سال تقویم میلادی است.

## درگذشتگان
- ۳۰ نوامبر - ابوسعید بهادرخان، نهمین ایلخان مغول در ایران.[۱]